# Samuel Hill (VC)
Samuel Hill VC (1826 en Glenavy, Condado de Antrim - 21 de febrero de 1863) fue un soldado irlandés y receptor de la Cruz de Victoria (VC), la más alta y prestigiosa condecoración por valentía frente al enemigo que puede otorgarse a las fuerzas británicas y de la Commonwealth.
En 1844 se enlistó en el 67.º Regimiento de Infantería y luego fue transferido en 1856 al 90.º Regimiento. 
Tenía aproximadamente 31 años y era sargento en el 90.º Regimiento (posteriormente Los Cameronianos - Rifles Escoceses) del Ejército Británico durante la Rebelión de la India cuando tuvo lugar el siguiente acto el 16 y 17 de noviembre de 1857 en Lucknow, India, por el cual se le otorgó la VC:
Por su valiente conducta el 16 y 17 de noviembre de 1857, durante el asalto al Secundra Bagh en Lucknow, al salvar la vida del capitán Irby, evitando con su fusil un golpe de tulwar dirigido a su cabeza por un sepoy, y al salir bajo un intenso fuego para ayudar a dos hombres heridos. También por su valiente conducta general durante las operaciones para el alivio de la guarnición de Lucknow. Elegido por los suboficiales del regimiento.
Fue muerto en acción en Meerut, India, el 21 de febrero de 1863.
Su medalla de la Cruz de Victoria se encuentra en el Museo Conmemorativo Tolson, en Huddersfield, Yorkshire.